# La Trilogie des Charmettes
La Trilogie des Charmettes est une série littéraire du genre fantastique, écrite par Éric Boisset.
Elle met en scène quatre petites sorcières, Jeanne, Victoire, Iris et Mina, qui pratiquent la magie fondamentale sous la conduite de tante Eudoxie. Ces fillettes doivent créer successivement trois mystérieuses Figures dont la réunion engendrera une énergie fabuleuse appelée Mana. Elles sont en butte aux agissements hostiles de la diabolique mademoiselle d'Abbeville, ex sorcière déchue de ses pouvoirs, qui a développé une technologie offensive pour suppléer à son impuissance et qui tente de s'approprier les Figures au fur et à mesure de leur création. La trilogie apparaît comme l'affrontement symbolique entre la magie "écologique" de tante Eudoxie et la technologie destructrice de mademoiselle d'Abbeville. L’œuvre fait la part belle à l'humour, comme souvent dans les romans d'Éric Boisset.

## La trilogie

### Le Secret de tante Eudoxie
- Parution : 2002
- Résumé : Jeanne Cornette est une petite sorcière dotée des neuf signes distinctifs classiques. Elle vit avec sa mère et ses animaux de compagnie, dont elle a activé le point de parole pour leur permettre de s’exprimer dans le langage des humains. Dans ce premier tome, Mina présente à ses amies Jeanne et Victoire celle qui deviendra la quatrième petite sorcière associée à la création des « Figures » : Iris.

### L'Œil du mainate
- Parution : 2004
- Résumé : Childéric, le mainate ensorcelé de Jeanne Cornette est capturé par mademoiselle d’Abbeville qui lui greffe une micro-caméra dans l’œil afin d’en apprendre un peu plus sur la création de la deuxième figure…

### L'Antichambre de Mana
- Parution : 2005
- Résumé : Géniale inventrice, mademoiselle d’Abbeville met au point le globe de mentalisation, qui permet non seulement de décrypter les pensées d’autrui, mais aussi d’éprouver la moindre de ses sensations par l’intermédiaire d’une tenue baptisée « Psycholatex ». Les effets de ce gadget vont se révéler destructeurs…